# Estero Catapilco
El estero Catapilco es un curso natural de agua que nace en la Región de Valparaíso y desemboca en la caleta de Maitencillo.

## Trayecto
El estero Catapilco se inicia en la confluencia del esteros de la Retamilla, proveniente del noreste, y del estero Blanquillo proveniente del este y del sur, en la ciudad de Catapilco. A partir de allí fluye con dirección general al SO, pero continuos cambios de dirección hasta vaciarse en el mar dejando tras de sí al balneario La Laguna de Zapallar, que debe su nombre a la laguna que forma el estero, después de un recorrido de 26 km.: 321 

## Historia
Francisco Astaburuaga escribió en 1899 en su obra póstuma Diccionario geográfico de la República de Chile sobre la laguna:
Catapilco (Laguna de).-—Rebalsa de agua que, inmediata á la playa del Pacífico , entre los límites de los departamentos de Ligua y Quillota, se forma de los derrames y quebradas de la serranía cercana al oriente. Se prolonga de E. á O. en una extensión de cuatro kilómetros con un ancho de uno á dos, y desagua por su extremo occidental en los 32° 38' Lat. al S. del puerto Zapallar. En el principal arroyo ó pequeño riachuelo que recibe por el E. existen lavaderos de oro, que han tenido alguna importancia.